# Парагузиха
Парагу́зиха — деревня в составе Шудского сельсовета Варнавинского района Нижегородской области.
Расположена примерно в 28 км к северу от рабочего посёлка Варнавино. Ближайшие населённые пункты — деревни Антониха и Кулигино. Рядом протекает река Шуда.

## История
До 2009 года деревня входила в состав сельского поселения Антонихинский сельсовет. Законом Нижегородской области от 28 августа 2009 года № 150-З сельские поселения Антонихинский сельсовет и Горкинский сельсовет объединены в сельское поселение Шудский сельсовет.

## Население
| 1999 | 2002 | 2010 |
| ---- | ---- | ---- |
| 15   | ↘11  | ↘4   |